# Copelatus bimaculatus
Copelatus bimaculatus är en skalbaggsart som först beskrevs av Resende och Sergio A. Vanin 1991.  Copelatus bimaculatus ingår i släktet Copelatus och familjen dykare. Inga underarter finns listade i Catalogue of Life.